# Lidköpings landsfiskalsdistrikt
Lidköpings landsfiskalsdistrikt var 1952–1964 ett landsfiskalsdistrikt i Skaraborgs län, bildat som Kållands landsfiskalsdistrikt när Sveriges nya indelning i landsfiskalsdistrikt trädde i kraft den 1 januari 1952 (enligt kungörelsen 1 juni 1951). Distriktet skapades genom sammanslagning av de tidigare landsfiskalsdistrikten Kinnefjärding (förutom Husaby landskommun som uppgick i Götene landsfiskalsdistrikt) och Läckö. Den 1 juli 1963 (enligt kungörelse den 28 juni 1963) ändrades distriktets namn till Lidköpings landsfiskalsdistrikt samtidigt som Lidköpings stad införlivades i sin helhet i landsfiskalsdistriktet. Den 1 januari 1965 avskaffades i Sverige samtliga landsfiskaler och landsfiskalsdistrikt, och deras arbetsuppgifter delades upp på de nyskapade indelningarna polisdistrikt, åklagardistrikt och kronofogdedistrikt.
Landsfiskalsdistriktet låg under länsstyrelsen i Skaraborgs län.

## Ingående områden

### Från 1 januari 1952
- Järpås landskommun
- Kållands-Råda landskommun
- Norra Kållands landskommun
- Vinninga landskommun
- Örslösa landskommun

### Från 1 juli 1963
- Järpås landskommun
- Kållands-Råda landskommun
- Lidköpings stad
- Norra Kållands landskommun
- Vinninga landskommun
- Örslösa landskommun